# Military Medal
La Military Medal (abbreviato MM) è stata fino al 1993 una decorazione militare di cui potevano essere insigniti tutti i sottufficiali appartenenti alle Forze Armate britanniche e, originariamente, anche quelli dei Paesi del Commonwealth per il coraggio dimostrato sul campo di battaglia.

## Storia
La medaglia fu istituita il 25 marzo 1916. Questa decorazione era l'equivalente della Military Cross, che invece poteva essere assegnata solamente agli ufficiali o ai Warrant Officers, sebbene questi ultimi potessero ricevere anche la Military Medal e sebbene la Military Medal, in ordine di precedenza, venisse subito dopo la Military Cross, come del resto accadeva per i sottufficiali decorati della Distinguished Conduct Medal, che erano differenziati dagli ufficiali insigniti dell'equivalente Distinguished Service Order.

Coloro che ricevevano la Military Medal era autorizzati a usare le lettere post-nominali "MM".

Nel 1993, la Military Medal fu soppressa e da allora la Military Cross fu resa accessibile ai soldati di ogni grado.

## Descrizione
La medaglia consiste in un cerchio d'argento di 36mm di diametro. Il dritto mostra l'effigie del monarca regnante al momento del conferimento. Il rovescio mostra la scritta su quattro righe "FOR BRAVERY IN THE FIELD" (Per il coraggio sul campo), circondata da una corona d'alloro e sormontata dal monogramma reale e dalla Corona imperiale.
Il nastrino ha lo sfondo blu ed è largo 1,25 pollici (3,175 cm) con cinque strisce verticali uguali allineate verso il centro che sono, in ordine, di colore bianco, rosso, bianco, rosso e bianco.
| MM | MM (secondo conferimento) |

## Personaggi famosi insigniti dell'onorificenza
Ci sono più di 135.000 persone che hanno ricevuto la Military Medal. Alcuni di essi sono personalità conosciute come:
- Jack Cock, calciatore inglese.
- James McCudden, il pilota più decorato dell'intera prima guerra mondiale.
- Andy McNab (pseudonimo), ex-membro dello Special Air Service e scrittore.
- Chris Ryan (pseudonimo), ex-membro dello Special Air Service e scrittore.